# Lo mejor de Jeans
Lo mejor de Jeans es el primer álbum recopilatorio que contiene los éxitos de Jeans. A principios del año 2000 la anterior disquera de Jeans: EMI, lanza un álbum doble que contiene Mixes y Videos, bajo el sello de Virgin Records. Son dos discos; uno de color rosa que es el que contiene los 17 éxitos de Jeans y el otro de color azul el cual contiene los mixes y videos.
El tema 17. Entre azul y buenas noches, daba entrada a la nueva era de Jeans y una pista de la nueva integrante del grupo.

## Lista de canciones
Disco 1
1. Me pongo mis Jeans
2. Pepe
3. Tal vez
4. Nueva generación
5. Te Quiero
6. Enferma de amor
7. Estoy por él
8. La ilusión del primer amor
9. No puede ser
10. Tan dentro de mí
11. Dime que me amas
12. Sólo vivo para ti
13. Muero por ti
14. Escaparé contigo
15. Tonta
16. Delfines
17. Entre azul y buenas noches

Disco 2
1. No puede ser (Mix)
2. Muero por ti (Mix)
3. Nueva generación (Mix)
4. Pepe (Video)
5. Me pongo mis Jeans (Video)
6. Enferma de amor (Video)
7. Estoy por él (Video)
8. Dime que me amas (Video)
9. Sólo vivo para ti (Video)

- Datos: Q5978025